# بنژامن سه‌هنه
بنژامن سه‌هنه (به فرانسوی: Benjamin Sehene) نویسنده قرن بیستم میلادی اهل فرانسه است.